# Joan Leslie
Pour les articles homonymes, voir Leslie.
Joan Leslie est une actrice américaine, née le 26 janvier 1925 à Détroit, Michigan (États-Unis), et morte le 12 octobre 2015 à Los Angeles.

## Biographie

### Enfance et adolescence
Joan est la plus jeune des trois filles de John et Agnes Brodel, tous deux catholiques d'origine irlandaise. Son père est employé de banque, sa mère est pianiste. Ses deux sœurs ainées, Betty et Mary, partagent la passion pour la musique de leur mère et apprennent très tôt à jouer d'instruments tels que le saxophone et le banjo ; elles commencent à se produire devant un public dans des numéros de chant et de danse. Joan se joint au duo de ses sœurs à l'âge de deux ans et demi. Bientôt, elle apprend à jouer de l’accordéon. Elle et ses sœurs seront éduquées à l'école catholique de Detroit, Toronto et Montréal.
Les conséquences de la crise économique de 1929 causent des difficultés matérielles à la famille Brodel au milieu des années trente : le père perd son emploi, et les trois sœurs doivent se produire dans des spectacles de variétés pour aider à subvenir aux besoins de la famille. Sous le nom de Les Trois Brodel, elles commencent par une tournée au Canada et aux États-Unis. Afin de ne pas enfreindre les lois sur le travail des enfants, Mary et Joan se font passer pour plus âgées. Joan, âgée de neuf ans, dira aux enquêteurs du travail des enfants qu'elle a seize ans. Sur scène, Joan vole la vedette à ses sœurs grâce à ses imitations réussies de stars telles que l’actrice Katharine Hepburn, Maurice Chevalier et le comique Jimmy Durante.

### Débuts à Hollywood à onze ans
En 1936, alors que les trois sœurs se produisent sur une scène de New York, un découvreur de talents des studios de cinéma Metro-Goldwyn-Mayer (MGM) remarque la jeune Joan, qui a alors onze ans. Elle est prise sous un contrat de six mois, avec un salaire de 200 dollars par semaine. Elle entre à l'école pour enfants de la MGM, Little Red Schoolhouse, que fréquentent les enfants-stars Mickey Rooney et Freddie Bartholomew.
Elle obtient son premier rôle dans Le Roman de Marguerite Gautier, un drame romantique de 1936 dont les vedettes sont Greta Garbo et Robert Taylor. Elle y joue le rôle de Marie Jeanette, la plus jeune des sœurs de Robert Taylor, mais les passages dans lesquels elle parle sont coupés au montage et son nom n'est pas mentionné au générique. Ne trouvant pas de rôle qui lui convienne, la MGM licencie Joan (elle a alors onze ans) ainsi qu'une autre future star de quinze ans, Deanna Durbin. Joan retourne à New York ; elle travaille pour la radio et comme mannequin. Entre-temps, sa sœur Mary obtient un contrat aux studios de cinéma Universal. Joan retourne à Hollywood avec le reste de la famille ; elle sera travailleur indépendant pour divers studios.
En 1938, Joan Leslie est choisie pour un petit rôle dans Men with Wings. Durant le tournage du film, le réalisateur William A. Wellman découvre que la mère de Joan a menti sur l'âge de sa fille, et qu'elle n'a que treize ans. Pour tourner la suite du film, il remplacera Joan par sa sœur Mary.
L’année suivante, Joan Leslie obtient son premier rôle crédité dans Winter Carnival (dans le générique du film, son nom est Joan Brodel). Le réalisateur l'a choisie parce qu'il recherchait une actrice ayant l'accent du sud. La même année, elle partage la vedette avec Jimmy Lydon dans Deux bons copains (Two Thoroughbreds (en)) où elle joue le rôle de la fille d'un propriétaire de cheval.
Quand elle a quinze ans, Joan est sélectionnée par un comité de réalisateurs hollywoodiens comme faisant partie des treize « enfants-stars » de 1940.
En 1941, Joan Leslie signe un contrat avec les studios Warner Brothers ; ils vont révéler au cinéma cette petite rousse d'1,63 mètre. Son nom de scène, qui avait été jusque-là Joan Brodel, est jugé trop ressemblant au nom de la star Joan Blondell ; il est donc changé en Joan Leslie. On lui fait faire un bout d'essai pour un film dont elle ne sait rien ; elle décroche le rôle parce qu'elle pouvait pleurer sur commande. Le film en question s'avérera être La Grande Évasion, un film noir avec Humphrey Bogart et Ida Lupino. À seize ans, Joan Leslie y joue le rôle d'une estropiée. Le film est un succès ; le critique Bosley Crowther écrit : « une nouvelle venue nommée Joan Leslie interprète un rôle secondaire avec efficacité.»

### Le succès

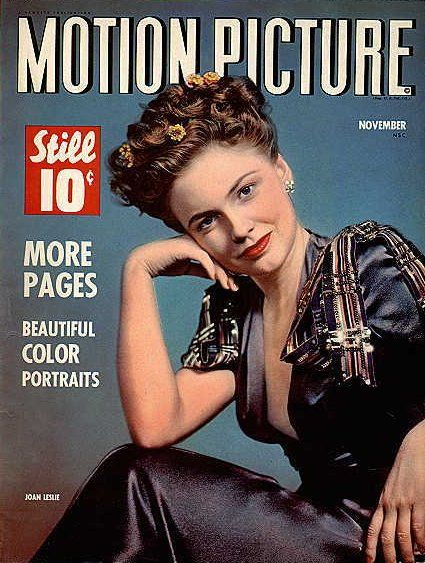
Joan Leslie en couverture de Motion Picture en novembre 1942.

La même année, la Warner décide de tourner une biographie d'Alvin York, un soldat américain héros de la Première Guerre mondiale. Le film, appelé Sergent York, a pour vedette la star Gary Cooper. Joan y joue la fiancée de York. Le film est un grand succès commercial et est applaudi par les critiques : il sera nommé onze fois aux Oscars, et Gary Cooper recevra l'Oscar du meilleur acteur.
En 1942, Joan Leslie tourne aux côtés de James Cagney dans La Glorieuse Parade (Yankee Doodle Dandy), une comédie musicale qui dépeint la vie de George M. Cohan (1878–1942), artiste de Broadway considéré comme le père de la comédie musicale américaine. La jeune actrice y tient le rôle d'une chanteuse ambitieuse, petite amie/épouse de George M. Cohan. Grand succès, le film est nommé huit fois aux Oscars : il remporte l'Oscar de la meilleure musique de film, et James Cagney obtient l'Oscar du meilleur acteur,
Joan Leslie est désormais une star. L'image qu'elle projette à l'écran est décrite comme étant celle d' « une innocence adorable mais sans excès. ». Elle tournera dans de nombreux autres grands films. Pendant la Seconde Guerre mondiale, elle est souvent volontaire au Hollywood Canteen, un club pour militaires en permission : elle y danse avec les soldats et signe des centaines d'autographes ; en 1944, elle tourne dans le film Hollywood Canteen et y tient son propre rôle, à l'instar des autres vedettes du film. Sa sœur Betty Brodel, y aura un petit rôle elle aussi.[réf. nécessaire]
En 1946, un sondage organisé par le journal Motion Picture Herald, l'élit « star de demain la plus prometteuse ».

### Fin de carrière précoce

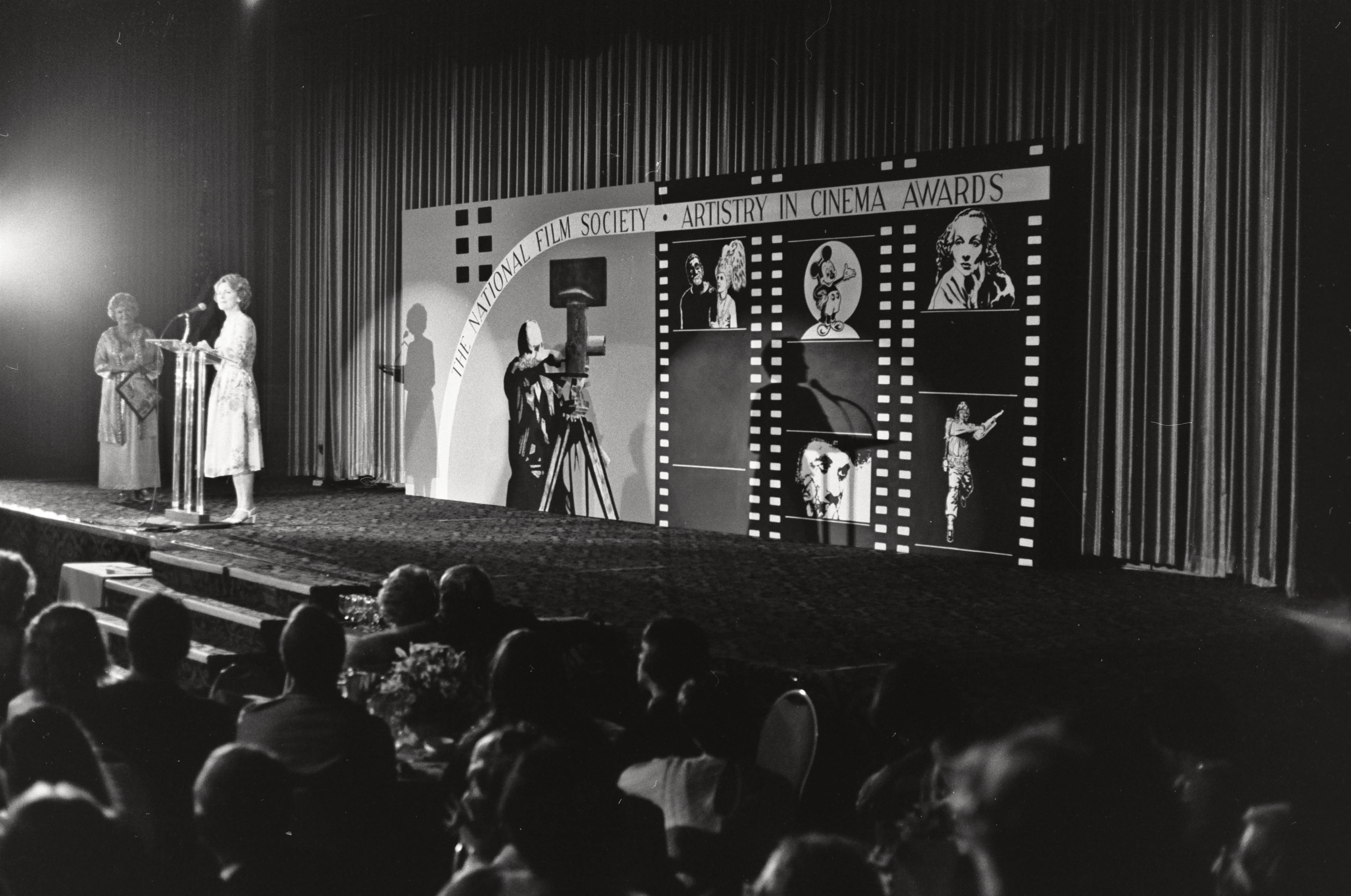
Remise d'une récompense à Joan Leslie lors de la National Film Society convention en 1979.

En 1946, Joan Leslie est de plus en plus mécontente des rôles que lui propose la Warner Brothers. Elle souhaite des rôles plus sérieux et plus mûrs pour briser son image d’ingénue liée à son jeune âge. Mais son mécontentement est également dû au fait que les studios la punissent quand elle refuse des rôles qui vont à l'encontre de ses opinions morales et religieuses. Avec l'aide de son avocat Oscar Cummings, elle poursuit en justice la Warner Brothers et demande l'annulation de son contrat. En représailles, Jack Warner, président de la Warner Brothers, use de son influence pour blacklister Joan Leslie de tous les grands studios de Hollywood.
En 1947, Joan Leslie tourne deux films de série B avec un petit studio, l'Eagle-Lion Films. Son contrat terminé, elle décroche un rôle dans le The Skipper Surprised His Wife, avec Robert Walker, un film produit par la MGM, le studio avec lequel elle avait commencé sa carrière en 1936.
Au début des années 1950, elle décide de se consacrer à l’éducation de ses filles ; sa carrière au cinéma ralentit en conséquence. Elle tournera quelques autres films de série B, notamment avec les studios Republic Pictures. Son dernier film sera Bungalow pour femmes, sorti en 1956. Cependant, elle fera plusieurs apparitions à la télévision dans des émissions et des séries. En 1991, elle met un terme à sa carrière.

### Vie privée
En mars 1950, à l'âge de 25 ans, Joan Leslie épouse William Caldwell, un obstétricien. Deux jumelles naîtront le 7 janvier 1951, Patrice et Ellen, qui deviendront enseignantes. Le mariage durera jusque la mort de William Caldwell en 2000. Toute sa vie, Joan Leslie a travaillé comme bénévole au St. Anne's Maternity Home.
En 1999, l'American Film Institute la sélectionne parmi 250 actrices, comme étant l'une des 25 plus grandes légendes féminines du cinéma à avoir débuté au cinéma avant 1950. Le 12 août 2006, elle reçoit un Golden Boot Award pour sa contribution au western à la télévision et au cinéma. Le 8 octobre 1960, son étoile est apposée sur le Hollywood Walk of Fame.
Joan Leslie meurt le 12 octobre 2015 à l’âge de 90 ans.

## Filmographie

### Cinéma
- 1936 : Le Roman de Marguerite Gautier (Camille) : Marie Jeanette
- 1938 : Les Hommes volants (Men with Wings) de William A. Wellman : Patricia Falconer à 11 ans
- 1939 : L'Affaire Lambert[11] (Nancy Drew... Reporter) : Mayme, étudiante journaliste
- 1939 : Elle et Lui (Love Affair) : une chercheuse d'autographe
- 1939 : Reine d'un jour[12] (Winter Carnival) : Betsy Phillips
- 1939 : Deux bons copains[13] (Two Thoroughbreds) : Wendy Conway
- 1940 : Laddie de Jack Hively : Shelley Stanton
- 1940 : High School, de George Nichols Jr. : Patsy
- 1940 : Young as You Feel : Une fille
- 1940 : La Rançon de la gloire (Star Dust) de Walter Lang : une étudiante
- 1940 : Suzanne et ses idées (Susan and God) : une invitée à la soirée
- 1940 : Military Academy : Marjorie Blake
- 1940 : Correspondant 17 (Foreign Correspondent) : la sœur de Jones
- 1940 : Alice in Movieland : Alice Purdee
- 1941 : La Grande Évasion (High Sierra) : Velma Baughmam
- 1941 : The Great Mr. Nobody (en) : Mary Clover
- 1941 : L'Amour et la bête[14] (The Wagons Roll at Night) de Ray Enright : Mary Coster
- 1941 : Thieves Fall Out (en) de Ray Enright : Mary Matthews
- 1941 : Sergent York (Sergeant York) : Gracie Williams
- 1941 : Nine Lives Are Not Enough d'A. Edward Sutherland : la réceptionniste du journal
- 1942 : Si Adam avait su...[15] (The Male Animal) d'Elliott Nugent : Patricia Stanley
- 1942 : La Glorieuse Parade (Yankee Doodle Dandy) : Mary Cohan
- 1943 : La Manière forte[16] (The Hard Way) : Katherine 'Katie' Chernen Blaine Runkel
- 1943 : L'Aventure inoubliable (The Sky's the Limit) : Joan Manion
- 1943 : This Is the Army : Eileen Dibble
- 1943 : Remerciez votre bonne étoile (Thank Your Lucky Stars) : Pat Dixon
- 1944 : Hollywood Canteen : Joan Leslie
- 1945 : Drôle d'histoire (Where Do We Go from Here?) : Sally Smith / Prudence / Katrina
- 1945 : Rhapsodie en bleu (Rhapsody in Blue) : Julie Adams
- 1945 : Too Young to Know : Sally Sawyer
- 1946 : Cinderella Jones : Judy Jones
- 1946 : Janie Gets Married : Janie Conway
- 1946 : Two Guys from Milwaukee : Connie Reed
- 1947 : Repeat Performance d'Alfred L. Werker : Sheila Page
- 1948 : Le Grand Rodéo (Northwest Stampede) : Christine 'Honey' Johnson
- 1950 : Un mari à tout faire[17] (The Skipper Surprised His Wife) : Daphne Lattimer
- 1950 : La Femme aux maléfices (Born to Be Bad) de Nicholas Ray : Donna Foster
- 1951 : Le Cavalier de la mort (Man in the Saddle) : Laurie Bidwell
- 1952 : Les Portes de l'enfer[18] (Hellgate) : Ellen Hanley
- 1952 : Le Shérif de Tombstone[19] (Toughest Man in Arizona) : Mary Kimber
- 1953 : La Femme qui faillit être lynchée (Woman They Almost Lynched) : Sally Maris
- 1953 : Héros sans gloire[20] (Flight Nurse) : Lt Polly Davis
- 1954 : La Grande Caravane (Jubilee Trail) de Joseph Kane : Garnet Hale
- 1954 : Le Carrefour de l'enfer[21] (Hell's Outpost) : Sarah Moffit
- 1956 : Bungalow pour femmes (The Revolt of Mamie Stover) : Annalee Johnson

### Télévision
- 1951 : Family Theatre (série télévisée) : Claudia Procles
- 1953 : Summer Theatre (série télévisée) : Ada Jordan
- 1955 : Studio 57 (série télévisée) : Jane Merlin
- 1958 : The Christophers (série télévisée)
- 1959 : General Electric Theater (série télévisée) : Sarah Owens
- 1965 : Le Proscrit (Branded) (série télévisée) : Emily Cooper
- 1975 : Police Story (série télévisée) : Mary Devereux
- 1976 : The Keegans de John Badham (téléfilm) : Mary Keegan
- 1978 : Drôles de dames (Charlie's Angels) (série télévisée) : Catherine Calhoun
- 1979 : L'Incroyable Hulk (Incredible Hulk) (série télévisée) : Lily Beaumont
- 1983 : Simon et Simon (série télévisée) : Toni Meyers
- 1986 : Charley Hannah (téléfilm) : Sandy Hannah
- 1988 : Arabesque (Murder She Wrote) (série télévisée) : Lillian Appletree
- 1989 : Ascenseur pour le passé (Turn Back the Clock) (téléfilm) : une invitée à la soirée
- 1991 : Fire in the Dark (téléfilm) : Ruthie

## Sources
- (en) Cet article est partiellement ou en totalité issu de l’article de Wikipédia en anglais intitulé « Joan Leslie » (voir la liste des auteurs).
- (en) Joan Leslie, Life Magazine, 26 octobre 1942 (lire en ligne)